# آن كيري فورد
آن كيري فورد (بالإنجليزية: Anne Kerry Ford)‏ هي مغنية وممثلة أمريكية، ولدت في 8 يونيو 1958 في تكساس في الولايات المتحدة.

## وصلات خارجية
- آن كيري فورد على موقع IMDb (الإنجليزية)
- آن كيري فورد على موقع ديسكوغز (الإنجليزية)
- آن كيري فورد على موقع قاعدة بيانات الفيلم (الإنجليزية)